# Pterostylis lingua
Pterostylis lingua là một loài thực vật có hoa trong họ Lan. Loài này được M.A.Clem. miêu tả khoa học đầu tiên năm 1989.